# Tetarom IV
Tetarom IV (prescurtare de la Transilvania Echipamente și Tehnologii Avansate produse în România), este un parc industrial care se dorește a fi creat de Consiliul Județean Cluj, după modelul altor 3 parcuri industriale deja create (Tetarom I, Tetarom II și Tetarom III) . 
Tetarom IV este situat în comuna Feleacu pe traseul centurii ocolitoare Apahida-Vâlcele. Are o suprafață de ~ 85 ha. 